# Riko Kohara
Riko Kohara (小原 莉子, Kohara Riko; nascida em 3 de fevereiro de 1990) é uma dubladora, cantora e guitarrista japonesa, nascida na prefeitura de Gifu.

## Carreira
O interesse de Kohara pela dublagem começou no ensino médio; na juventude, ela era fã de mangás e animes como Naruto. Mais tarde, ela se mudou para Tóquio para seguir carreira musical e se formou na ESP College of Entertainment, uma escola profissionalizante especializada em guitarras elétricas e baixos. De acordo com um amigo do colégio, Kohara mudou dos vocais para a guitarra quando seu colega de banda, guitarrista, pediu para mudar de posição. Enquanto ela estava na escola profissionalizante, ela estudou com o guitarrista do Burny, Masanori Kusakabe, que também é da província de Gifu. Portanto, Kohara herdou o estilo de tocar de Kusakabe.
Em julho de 2011, Kohara tornou-se membro da The Sketchbook, banda baseada no grupo fictício do anime Sket Dance. Ela soube que a banda estava realizando testes enquanto frequentava a ESP College of Entertainment; embora ela não tocasse guitarra há três meses e estivesse até pensando em desistir, ela passou no teste e ganhou o cargo de guitarrista. Acompanhados por Hiroshi Tada (vocal e baixo) e Yuu Watanabe (bateria), os três realizaram a abertura, encerramento e músicas da trilha sonora do anime. A banda se desfez em 2015 porque os membros queriam se concentrar em seus próprios sonhos.
Em 2014, um ano antes da dissolução do The Sketchbook, Kohara estreou como dubladora. Seu primeiro papel foi ser um garoto que odeia vegetais em Soreyuke! Anpanman.
Em 2018, Kohara foi recrutada pelo presidente da Bushiroad, Takaaki Kidani, para se juntar à franquia musical BanG Dream! depois que uma fã enviou um vídeo das apresentações dela para Kidani nas redes sociais. Ela se juntou à banda de apoio da franquia, The Third (Beta), como guitarrista durante o primeiro show em 25 de março de 2018 no Shimokitazawa Garden. A banda foi renomeada para Raise A Suilen no segundo show em 17 de julho, e seus membros receberam seus próprios personagens em anime e jogos do universo no show nomeado BanG Dream! 6.º☆Live que ocorreu 7 de dezembro. A personagem de Kohara, Rokka Asahi, compartilha várias características com sua dubladora, como a data de aniversário e ter se mudado de Gifu para Tóquio. Kohara costumava se apresentar com uma Gibson Les Paul, mas mudou para um Strandberg após ingressar na RAS.

## Vida pessoal
Kohara tem uma irmã mais velha.

## Filmografia

### Séries de anime
- BanG Dream! como Rokka Asahi/Lock
  - BanG Dream! 2.ª temporada (2019)
  - BanG Dream! 3.ª temporada (2020)
  - BanG Dream! Girls Band Party! Pico: Ohmori (2020)
  - BanG Dream! Episode of Roselia II: Song I am. (2021)
  - BanG Dream! Film Live 2nd Stage (2021)
  - BanG Dream! Girls Band Party! Pico Fever! (2021)
  - BanG Dream! Poppin'Dream! (2022)
- Calígula como Lily
- Phantasy Star Online 2 como Riko[11]
- Idol Memories como Nanami Hoshi[12]
- Sket Dance como cantora infantil
- Soreyuke! Anpanman como Nekomi, garoto que odeia vegetais
- Ice Kuritaro como Berry-chan
- 25-sai no Joshikosei como Hasegawa
- Persona 5: The Animation como personagem feminina
- Senran Kagura Shinovi Master como Gekkō [13]
- Gifu no Tate ka Yoko como Tatekayoko[14]
- Kandagawa Jet Girls como Misa Aoi[15]
- The 8th Son? Are You Kidding Me? como Miliyama
- Teppen!!!!!!!!!!!!!!! Laughing 'til You Cry como Mako Shirakabe[16]

### Jogos eletrônicos
- Art Code Summoner como Gustave Courbet[17]
- Azur Lane como USS Richmond (CL-9)
- BanG Dream! Girls Band Party! como Rokka Asahi/Lock
- Hoshizora Tetsudō to Shiro no Tabi como Hanae[18]
- Kandagawa Jet Girls como Misa Aoi[19]
- Shinobi Master Senran Kagura: New Link como Gekkō
- Wonder Gravity como Pycno
- Crash Fever como Noa
- Arknights como Mulberry
- Counter:Side como Lin Xien
- Ys X: Nordics como Momina Evelies[20]